# Massariosphaeria moricola
Massariosphaeria moricola är en svampart som beskrevs av Kaz. Tanaka & Y. Harada 2004. Massariosphaeria moricola ingår i släktet Massariosphaeria, ordningen Pleosporales, klassen Dothideomycetes, divisionen sporsäcksvampar och riket svampar.   Inga underarter finns listade i Catalogue of Life.